# Interbrew

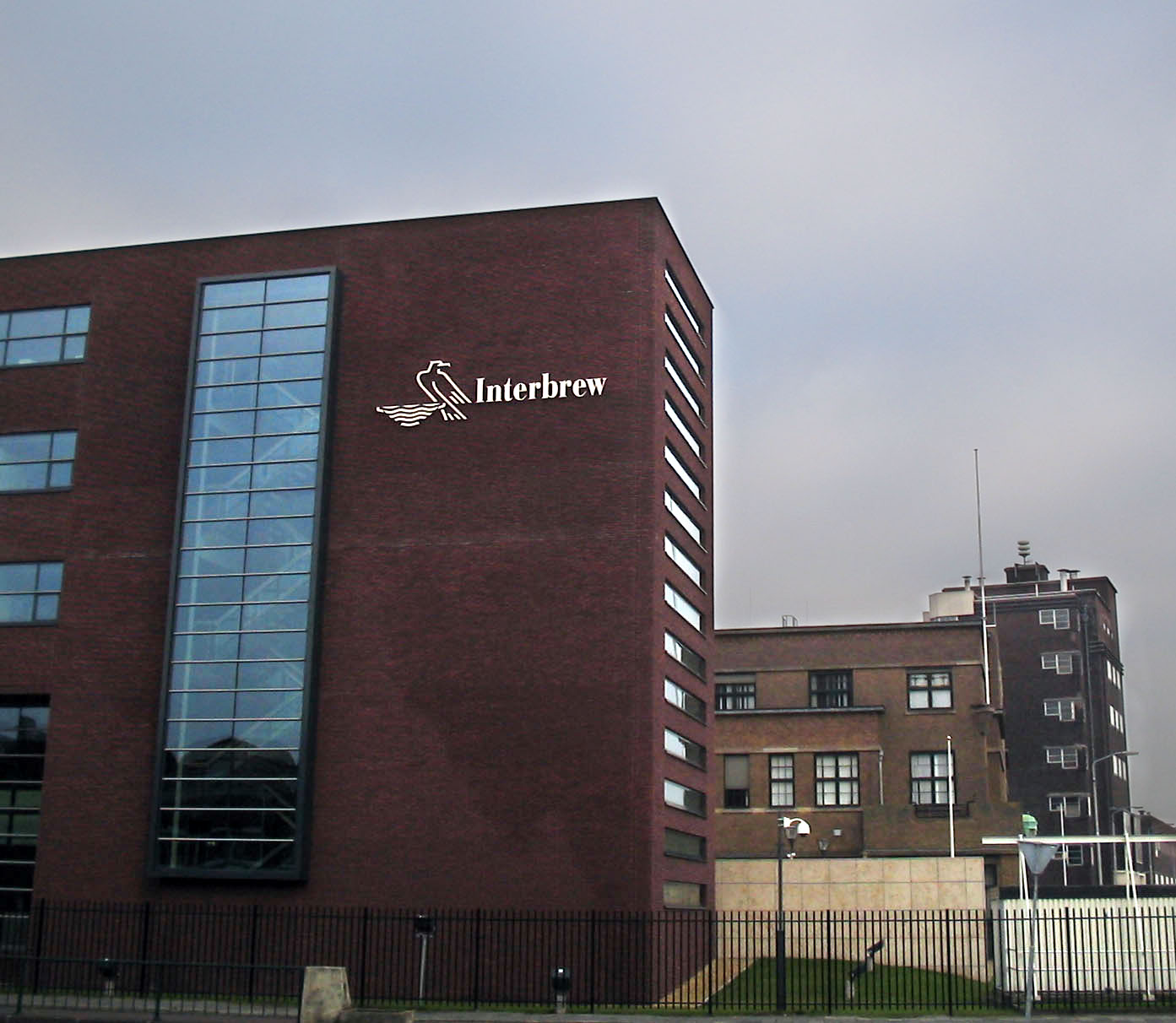
Interbrew vestiging in Breda

Interbrew is de voormalige naam van de Belgische brouwerij met hoofdzetel in Leuven, die onder meer Stella Artois, Jupiler en Beck's in haar merkenportfolio heeft. Interbrew ontstond in 1988 uit een fusie tussen twee brouwerijen: de Brouwerij Artois uit Leuven en de Brouwerij Piedbœuf uit het Waalse Jupille. In augustus 2004 fuseerde Interbrew met het Braziliaanse AmBev, waardoor een nieuwe naam ontstond (InBev) en de oude naam verdween. In 2008 werd na de overname van Anheuser-Busch de naam Anheuser-Busch InBev aangenomen. De nieuwe brouwerij is de grootste brouwerij ter wereld.

## Overnamen
Nog voor er een fusie kwam tussen de twee groepen, had elk van hen reeds een aantal brouwerijen overgenomen. Hieronder waarschijnlijk een onvolledige lijst, omwille van andere en kleinere overnamen die schuil gaan in de opsomming.

### Piedboeuf
- Brouwerij Krüger (1978), zelf een fusie (1919) van 25 plaatselijke brouwerijen uit de regio van Eeklo: Georges Euerard - Eeklo; Arthur Dhanens - Eeklo; Désiré Goethals - Eeklo; Benoni Dhanens - Eeklo; Victor Standaert - Kaprijke; Alfons Loontjens - Kaprijke; Gustave Tijtgadt - Maldegem; Victor Van Wassenhove - Maldegem; Louis Soenen - Maldegem; Emile Verstrynge - Maldegem; Maurice Van de Voorde - Lovendegem; Maurice De Vriendt - Lovendegem; Isidoor De Ruyter - Waarschoot; Cyrille De Backer - Waarschoot; Arséne Bekaert - Watervliet; Alberic De Sutter - Watervliet; Gaston Naudts - Sleidinge; Herman Roegiers - Oosteeklo; Joseph Ingels - Boekhoute; Edmond Aldeweireldt - Bassevelde; Carlos Huyghe - Sint-Laureins; Wed. Emile Leuridan - Knesselare; Edmond De Keyser - Ursel. Ook werden in 1921 de Gentse brouwerijen Devos en Saverys overgenomen.
- Brouwerij Lamot (1981) - Mechelen.
  - Brouwerij Den Arend - Boom.
  - Brouwerij Tivoli - Antwerpen.
  - Brouwerij De Zon - Willebroek.
  - Brouwerij Pechter - Boussu.
  - Brouwerij César Jacobs - Mechelen.
  - Brouwerij Sint-Trudo - Sint-Truiden.
  - Brouwerij Lobet - Hotton.
  - Brouwerij Nizet - Montegnée.
  - Brouwerij De La Fontaine - Tubeke.
  - Brouwerij Cuykens - Lier
  - Brouwerij Désiré Lamot - Willebroek.
- Brouwerij Aigle Belgica (1978), in 1928 ontstaan na een fusie van 2 eenheden.
  - Brouwerij Den Arend - Brugge.
  - Brouwerij Belgica - Gent.

### Artois
- Brouwerij Loriers - Hoegaarden.
- Dommelsche Bierbrouwerij (1968) - Dommelen.
- Brouwerij Ginder-Ale (1973) - Merchtem.
- Brouwerij Leopold (1976) - Brussel.
  - Brouwerij Du Lac - Brugge.
- Brouwerij Wielemans-Ceuppens - Vorst.
- Brouwerij Meiresonne (1964) - Gent.
- Brouwerij Safir (1979) - Aalst.
  - Brouwerij Dendria - Geraardsbergen.
  - Brouwerij Concordia - Geraardsbergen.
- Brouwerij Mena (1969) - Rotselaar.
- Brouwerij Jack-Op (1967) - Werchter.

## Overnames Interbrew
- Brouwerij Lootvoet - Overijse.
- Brouwerij Belle-Vue (1991) - Brussel.
  - Les Brasseries Unies, aan de basis lag Brouwerij De Boeck-Goossens, die zelf zeven brouwerijen had overgenomen: o.a. Winderickx, Toussaint en Van de Kerckhove.
  - Brouwerij De Keersmaeker - Kobbegem
  - Brouwerij Vanderperre - Schaarbeek
  - Brouwerij De Coster - Brussel
  - Brasserie Le Bécasse - Anderlecht
  - Brouwerij De Coster - Groot-Bijgaarden
  - Brouwerij Timmermans - Sint-Pieters-Leeuw
  - Brouwerij De Neve - Schepdaal
- Brouwerij De Kluis - Hoegaarden
- Brouwerij Grade - Mont-Saint-Guibert.

### Rusland
In 1998 ging Interbrew een joint venture aan met de SUN Brewing van de Indiase familie Khemka in Rusland onder de naam SUN Interbrew met acht brouwerijen in Rusland en drie in Oekraïne. In 2004 nam Interbrew de aandelen van de familie Khemka over en werd Interbrew volledig eigenaar van SUN Interbrew. Het werd daarmee de tweede brouwerij in Rusland en de grootste in Oekraïne. In Rusland moest het alleen Baltika voor zich dulden, dat eigendom was van een consortium van Carlsberg en Scottish Newcastle.